# Mya Than Tint

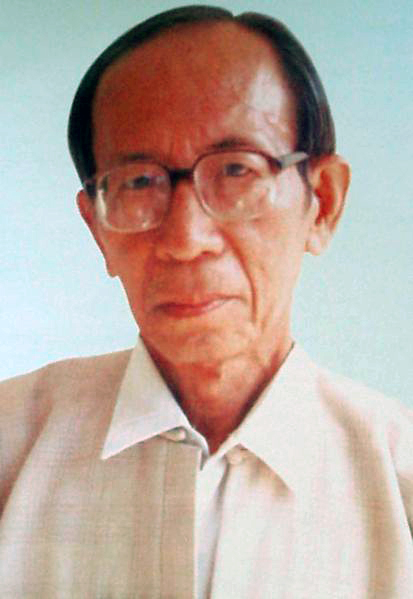
Mya Than Tint

Mya Than Tint (n. 23 mai 1929 - d. 18 februarie 1998) este considerat cel mai important scriitor și traducător birmanez din secolul al XX-lea.